# Mitzach
Mitzach (en alsacià Mítzàch) és un municipi francès, situat a la regió del Gran Est, al departament de l'Alt Rin. L'any 1999 tenia 420 habitants.

## Demografia
| 1962 | 1968 | 1975 | 1982 | 1990 | 1999 |
| ---- | ---- | ---- | ---- | ---- | ---- |
| 423  | 431  | 402  | 360  | 378  | 420  |

## Administració
| Període   | Identitat       | Partit |
| --------- | --------------- | ------ |
| 2001-2008 | Jean Luthringer |        |
| 2008-     | Bernard Franck  |        |